# Naghnaghiya
Naghnaghiya (النغْنغية, al-Naghnaghiyya, se prononce Narnariya) était un village palestinien peuplé d’Arabes, dans le sous-district de Haïfa.
Il fait partie des centaines de villages palestiniens dépeuplés lors de la première guerre israélo-arabe, le 12 avril 1948.

## Géographie
Le village est situé sur la pente nord d’une colline, sur la rive d’un oued, dominant la vallée de Jezréel et les collines de Nazareth. C’est le plus petit d’un groupe de trois villages connus collectivement sous le nom d’al-Ghubayyat ; les deux autres sont al-Ghubayya al-Fawqa et al-Ghubayya al-Tahta. Près d’al-Naghnaghiya se trouve une colline artificielle du même nom. Deux kilomètres au sud-est, près de la grande route menant à Jénine, se trouve le site de Tall al-Mutasallim, identifié avec Megiddo. L’altitude moyenne des terres du village est de 100 m ; les maisons étaient construites en pierre et terre, pierre et ciment ou béton.
En-dehors de l’agriculture et de l’élevage, un petit verger planté au nord du village fournissait ses fruits aux habitants.

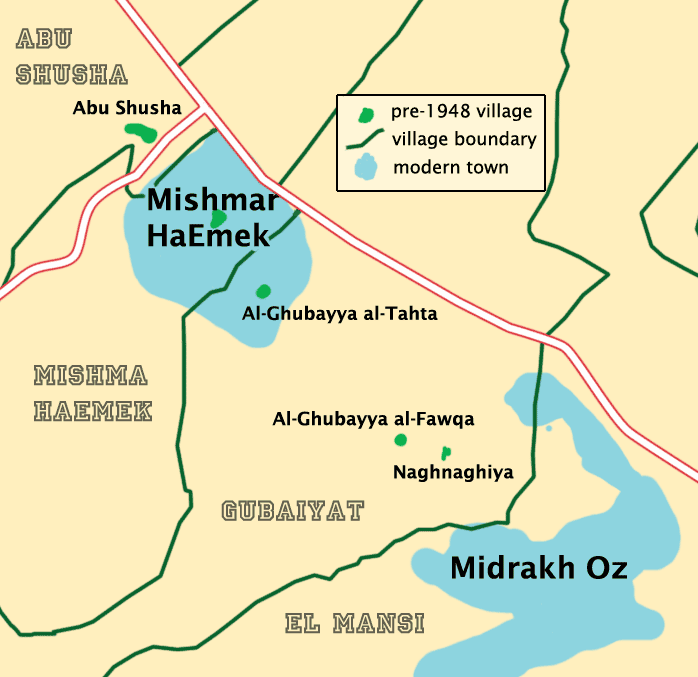
L’environnement de Naghnaghniya.

## Histoire
En 1888, sous l’Empire ottoman, une école primaire est construite, partagée avec les autres villages d’al-Ghubayyat.

### Mandat britannique
Sous le mandat britannique en Palestine, au recensement de 1922, Al Naghnaghiyeh avait une population de 272 habitants, tous musulmans, qui augmente à celui de 1931 à 416 habitants.
Dans les statistiques de Village de 1945, la population d’Al-Ghubayya al-Fawqa, Al-Ghubayya al-Tahta et Naghnaghiya était de 1130, tous musulmans.

### Guerre de 1948
Le New York Times rapporte que le village est occupé le 9 avril, en rupture d’une trêve de deux jours pendant la bataille de Mishmar Haémek.
Avant le commencement de la  guerre israélo-arabe de 1948-1949, la nuit des 12–13 avril 1948, Naghnaghiya et le village voisin d’al-Mansi sont attaqués par le Palmach, une milice sioniste, le village étant défendu par des volontaires de l’armée de secours arabe. Le 15 avril, les deux villages avaient été vidés de leurs habitants et détruits par les milices juives afin de décourager le retour des habitants. Le sort des habitants est incertain : ont-ils fui ou ont-ils été expulsés ?.
Selon l’historien Walid Khalidi, qui décrit le village en 1992 : « Les restes dse maisons sont dispersés sur le versant d’une colline. Le site, traversé par l’autoroute Haïfa-Megiddo et partiellement occupé par un terrain de foot israélien, est difficile à identifier ».